# No Limit Records
No Limit Records — американська звукозаписна компанія, заснована у 1991 році репером Master P. Альбоми лейблу розповсюджувалися лейблами Priority Records, Universal і Koch Records. Лейбл включав таких виконавців, як Snoop Dogg, Mercedes, Silkk the Shocker, C-Murder, Mystikal, Mia X, Mac, Magic, Romeo Miller, Fiend, Kane & Abel і Soulja Slim. Ентоні Босвелл, голова Bout It Bout It Management, був віце-президентом з операцій, а також керівником управління лейблу.
Наприкінці дев'яностих No Limit Records користувався широким успіхом із такими релізами, як Ghetto D Master P, Tru 2 da Game TRU та Da Game Is to Be Sold, Not to Be Told від Snoop Dogg.
No Limit був відомий швидким випуском довгих альбомів, що складалися з до двадцяти треків, численними епізодичними появами інших артистів лейблу, дешевим пакуванням своїх компакт-дисків у картонні футляри та яскравими обкладинками альбомів, розробленими Pen & Pixel.

## Історія

### 1991—1995: Початок
Персі «Master P» Міллер розпочав свою кар'єру, розповсюджуючи свої записи через невеликий звукозаписний лейбл у Каліфорнійській затоці «No Limit Record Shop», який заснував в Річмонді. На початку 1990-х він випустив кілька альбомів з помірним успіхом.
Після підписання контракту з оклендським репером Dangerous Dame, який випустив міні-альбом Escape from the Mental Ward через No Limit, він почав працювати з талантами з Нового Орлеана (штат Луїзіана), починаючи з Kane & Abel (тоді відомого як Double Vision). 

### 1995—1999: Успішні роки, Пріоритетна угода та вихід зі списку
У 1995 році Master P офіційно перевіз No Limit до свого рідного Нового Орлеана, зберігши при цьому своїх братів і кількох каліфорнійських реперів, таких як члени TRU Big Ed, King George і Calli G. Потім він додав до свого списку місцевих талантів, таких як Mystikal, Mia X, Kane & Abel і Mr. Serv-On. Тоді No Limit підписав дистриб'юторську угоду з Priority Records, тоді як Master P зберіг право власності на свій майстер-запис і студію звукозапису. Він став головним артистом лейблу, випустивши альбом Ice Cream Man у 1996 році та Ghetto D роком пізніше.
До 1997 року No Limit набрав обертів завдяки бестселерам, якщо не схваленим критиками, релізами багатьох виконавців. У травні 1997 року No Limit випустив саундтрек до фільму I'm Bout It. На момент виходу в альбом увійшли представники більшості учасників лейблу. Окрім оригінальних виконавців лейблу, альбом представив нових виконавців, які тепер підписані на No Limit, як-от Young Bleed, пара Steady Mobb'n з Окленда, R&B-квартет і продюсерська група Sons of Funk, Mac, Prime Suspects, The Gambino Family, Mercedes і колишні виконавці Big Boy Records Mystikal і Fiend. Альбом мав комерційний успіх, отримавши платиновий сертифікат RIAA. No Limit також мав успіх із такими альбомами, як Tru 2 Da Game TRU, Unlady Like Mia X, який став золотим, незважаючи на відсутність хіт-синглів, і платиновим Unpredictable Mystikal. Того ж року No Limit переїхала з Нового Орлеана до корпоративної штаб-квартири в Батон-Руж, Луїзіана. Лейбл також отримав своє перше велике ім'я Snoop Dogg, який шукав новий лейбл після жорстокого розходу з Death Row Records. Його дебютний альбом для No Limit, Da Game Is to Be Sold, Not to Be Told, став найуспішнішим релізом в історії лейбла на той час, продавши понад півмільйона копій за перший тиждень і отримав подвійний платиновий статус менш ніж за три місяці. Після цього артисти, такі як C-Murder, Silkk the Shocker випустили успішні сольні альбоми.

### 2000—2003: Тривалий успіх, занепад, The New No Limit і останні роки
До 2000 року Ghetto Commission, Mystikal і Big Ed покинули лейбл. Наступного року лейбл втратив Мака у в'язниці після того, як його засудили за ненавмисне вбивство у зв'язку зі стріляниною в нічному клубі; 21 вересня 2001 року його остаточно засудили до тридцяти років ув'язнення. Snoop Dogg залишив No Limit після закінчення трирічного контракту з No Limit, і C-Murder дистанціювався від No Limit, щоб зосередитися на власному лейблі TRU Records. У 2001 році закінчився термін дії угоди No Limit з Priority, і згодом No Limit підписали контракт з Universal Records на суму 10 мільйонів доларів. Після підписання Master P перейменував No Limit на The New No Limit. Реєстр New No Limit включав Master P, Lil Romeo, Silkk The Shocker, 504 Boyz, Magic і Choppa. Релізи The New No Limit під Universal не досягли такого ж успіху, як попереднє втілення No Limit.
17 грудня 2003 року компанія оголосила про банкрутство через різні судові процеси, і Master P продав каталог.

## Реорганізація
У 2001 році No Limit покинули Priority Records і підписали дистриб'юторську угоду з Universal. Першим релізом під банером New No Limit став десятий альбом Master P, Game Face. Разом з Universal лейбл також випустив нові альбоми 504 Boyz, Lil Romeo, Magic і Choppa. У 2004 році реорганізований лейбл переїхав до Koch Records для розповсюдження. З 2004 по 2005 рік The New No Limit Records випустили нові альбоми Master P, Silkk the Shocker, C-Murder, Lil' Romeo та реформованого TRU. У 2005 році Master P заснував новий лейбл під назвою Guttar Music Entertainment.